# Campionati mondiali di sollevamento pesi 2019 - 55 kg maschile
Le gare di sollevamento pesi della categoria fino a 55 kg maschile — pesi mosca — dei campionati mondiali del 2019 si sono svolte il 18 settembre 2019 a Pattaya presso l'Eastern National Sports Training Center.

## Programma
L'orario indicato corrisponde a quello thailandese (UTC+07:00)
| Data              | Orario | Evento   |
| ----------------- | ------ | -------- |
| 18 settembre 2019 | 12:00  | Gruppo B |
| 18 settembre 2019 | 17:55  | Gruppo A |

## Medagliati
Per ciascun esercizio, i primi tre classificati sono i seguenti:
| Esercizio | Oro         | Oro    | Argento              | Argento | Bronzo            | Bronzo |
| --------- | ----------- | ------ | -------------------- | ------- | ----------------- | ------ |
| Strappo   | Om Yun-chol | 128 kg | Nguyễn Trần Anh Tuấn | 120 kg  | Igor Son          | 120 kg |
| Slancio   | Om Yun-chol | 166 kg | Hafez Ghashghaei     | 149 kg  | Mansour Al-Saleem | 147 kg |
| Totale    | Om Yun-chol | 294 kg | Igor Son             | 266 kg  | Mansour Al-Saleem | 265 kg |

## Record
Prima di questa competizione, i record mondiali esistenti erano i seguenti:
| Record mondiale | Strappo | Mondiale standard | 135 kg | —                     | 1º novembre 2018 |
| Record mondiale | Slancio | Om Yun-chol       | 162 kg | Aşgabat, Turkmenistan | 2 novembre 2018  |
| Record mondiale | Totale  | Mondiale standard | 293 kg | —                     | 1º novembre 2018 |

## Risultati
| Pos. | Atleta                     | Gr. | Peso atleta | Strappo (kg) | Strappo (kg) | Strappo (kg) | Strappo (kg) | Slancio (kg) | Slancio (kg) | Slancio (kg) | Slancio (kg) | Totale   |
| Pos. | Atleta                     | Gr. | Peso atleta | 1            | 2            | 3            | Pos.         | 1            | 2            | 3            | Pos.         | Totale   |
| ---- | -------------------------- | --- | ----------- | ------------ | ------------ | ------------ | ------------ | ------------ | ------------ | ------------ | ------------ | -------- |
|      | Om Yun-chol (PRK)          | A   | 54.95       | 121          | 126          | 128          |              | 155          | 163          | 166          |              | 294      |
|      | Igor Son (KAZ)             | A   | 55.00       | 115          | 119          | 120          |              | 142          | 146          | 157          | 4            | 266      |
|      | Mansour Al-Saleem (KSA)    | A   | 55.00       | 118          | 118          | 121          | 6            | 140          | 147          | 147          |              | 265      |
| 4    | Nguyễn Trần Anh Tuấn (VIE) | A   | 54.80       | 115          | 119          | 120          |              | 142          | 143          | 147          | 7            | 263      |
| 5    | Arli Chontey (KAZ)         | A   | 54.95       | 115          | 118          | 120          | 5            | 138          | 143          | 145          | 6            | 263      |
| 6    | John Ceniza (PHI)          | A   | 54.95       | 110          | 115          | 117          | 7            | 145          | 148          | 148          | 5            | 262      |
| 7    | Hafez Ghashghaei (IRI)     | A   | 55.00       | 111          | 116          | 116          | 9            | 140          | 149          | 155          |              | 260      |
| 8    | Surahmat Wijoyo (INA)      | B   | 55.00       | 106          | 111          | 114          | 8            | 139          | 139          | 145          | 8            | 250      |
| 9    | Sergio Massidda (ITA)      | B   | 55.00       | 105          | 109          | 112          | 11           | 130          | 130          | 135          | 9            | 244      |
| 10   | Dilanka Isuru Kumara (SRI) | B   | 54.95       | 100          | 105          | 108          | 12           | 130          | 134          | 138          | 10           | 242      |
| 11   | Daniel Lungu (MDA)         | B   | 55.00       | 105          | 110          | 110          | 10           | 125          | 125          | 130          | 11           | 235      |
| —    | Lại Gia Thành (VIE)        | A   | 54.90       | 116          | 119          | 121          | 4            | 141          | 141          | 142          | —            | —        |
| —    | Issam Harfi (MAR)          | B   | ritirato    | ritirato     | ritirato     | ritirato     | ritirato     | ritirato     | ritirato     | ritirato     | ritirato     | ritirato |